# Éditions Pulùcia

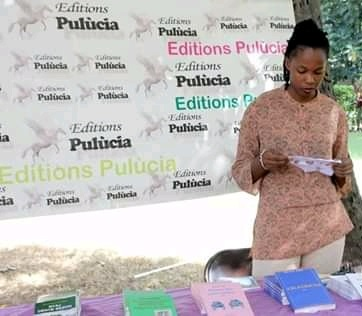
Exposición de libro de las ediciones Pulùcia en el Marathon del Libro 2018

Éditions Pulùcia es una editorial creada en abril de 2007 en Jacmel por Pierre Paul Ancion, con intención de promover el sacraismo, como movimiento literario y artístico.

## Historia
Pese a que Éditions Pulùcia promueve el sacraismo, sin embargo publican obras de todas las corrientes literarias del mundo. Esta editorial publica ensayos, crónicas, poesía, ficción: novela, cuento, cuento. Organiza talleres de escritura para jóvenes. Participa en ferias del libro en el país y en otros lugares. En 2015 participó en la Feria del Libro Cuba.
La editorial ha participado en varias iniciativas en el sureste del país. Organizó durante tres años consecutivos la actividad Konbit para la promoción de la poesía y el arte, que es un festival literario que tiene como objetivo la promoción de jóvenes escritores y artistas y que también permite a los autores jóvenes publicar por primera vez. En 2015, el festival recibió a la historiadora Michelet Divers.
Creó dos premios: en 2014, el Premio de Poesía Criolla Dominique Batraville, que fue otorgado por primera vez al joven poeta Jacques Adler Jean Pierre. Y en 2017 el Premio al nuevo Gary Victor. En 2018 organizó por primera vez el Salon International du Livre de Jacmel con el escritor Louis Philippe Dalembert5 como invitado de honor.

## Feria Internacional del Libro Jacmel
La Feria Internacional del Libro de Jacmel es una iniciativa de Éditions Pulùcia con otros socios para facilitar el acceso de los jóvenes del Sureste a los libros y la lectura y asegurar la promoción del libro y la producción literaria y científica. Esta feria comienza por primera vez en Jacmel en el período del 31 de octubre al 2 de noviembre de 2018 en torno al tema: "ciudad e imaginarios", elegido por el presidente de honor Gary Victor. Esta primera edición, entre otras actividades, permitió a los alumnos del Centre Alcibiade de Pommayrac conocer a la escritora Ketlly Mars acompañada del poeta Maurice Cadet el 31 de octubre.

## Premio de poesía criolla Dominique Batraville

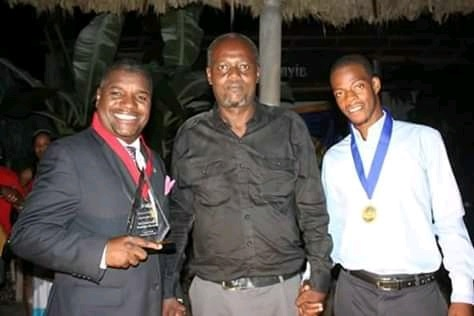
Dominique Batraville en medio de los dos galardonados del premio poesía criolla, en 2015

Premio creado por las ediciones Pulùcia con vistas a valorizar la lengua créole haïtien y de animar la producción literaria de la lengua. Este premio ha sido puesto por primera vez en 2014 al poeta Jacques Adler Jean Pierre para su poemario "Zetwal anba wòb".

### Lista de galardonados
| Año  | Galardonado               | Títulos         | Lugar |
| ---- | ------------------------- | --------------- | ----- |
| 2014 | Jacques Adler Jean Pierre | Zetwal anba wòb | 1.ª   |
| 2015 | Clément Benoit II         | Koulè Lapli,    | 1.ª   |
| 2015 | Handgod Abraham           | Plim Poul       | 2.º   |
| 2016 | Coutechève Lavoie Aupont  | Make Pa         | 1.ª   |
| 2016 | André Fouad               | Souf Douvanjou  | 2.º   |
| 2017 | Fred Edson Lafortune      | Ann al azil     | 1.ª   |
| 2017 | Max Grégory Santa-Flor    | Kou sispann,    | 2.º   |

## Premio Gary Víctor de relato corto literario
- Brunet Blaise. estudiante, Centro Cultural Alcibíade Pommayrac[10]
- Wood-Jerry Gabriel, Licenciado, Instituto de Cine.
- Cathiana Désiré, estudiante de la Facultad de Lingüística Aplicada.
- Naïka Trinity, colegiala, Centro Cultural Alcibiabe Pommayrac.
- Rhode Vanessa Dalzon, estudiante, Universidad de Quisqueya[11]